# Araeococcus micranthus
Araeococcus micranthus är en gräsväxtart som beskrevs av Adolphe-Théodore Brongniart. Araeococcus micranthus ingår i släktet Araeococcus och familjen Bromeliaceae. Inga underarter finns listade i Catalogue of Life.